# 阿尔佩伦·申京
阿尔佩伦·申京（土耳其語：Alperen Şengün，2002年7月25日—）為土耳其职业篮球运动员，目前效力于NBA休斯敦火箭，同時是土耳其国家队成员。

## 早年生活和青年队生涯
申京于2002年7月25日出生于土耳其东北部的吉雷松。他的父母在早期希望他成为一名游泳运动员，而不是去打篮球，但是他看到他的哥哥以前打过篮球，便受到了启发，他从八岁开始打篮球。早期，他同时参加了两项运动。然而，由于缺乏充足的时间来训练两项运动，他不得不在两者之间做出选择，最终他选择继续打篮球。 

### 吉雷松大学青年队（2012–2014）
2012年，申京加入了吉雷松大学体育俱乐部的青年队一起打男子青年篮球， 他在那里打球直到2014年。 

### 班维特 （2014–2019）
主教练艾哈迈德·古尔根（Ahmet Gürgen）在一次青年体育节上发现了他后，申京从吉雷松搬到了班德爾馬，加入了土耳其俱乐部班德尔马的青年队，该俱乐部当时被称为班维特。 到2014年8月，他与班维特俱乐部签订了一份青年合同。2018-19赛季，在与班维特的青年队比赛中，申京最终带队获得了土耳其篮球青年联赛的冠军（成立于2017年）。申京还被评为土耳其青年联赛的MVP 。 

## 职业生涯

### 班德爾馬赤紅 （2018–2019）
申京在乙级土耳其甲级联赛（TBL）2018-19赛季的开始了他的职业俱乐部生涯，效力于联盟中的班德爾馬赤紅。在土耳其乙级联赛出战的29场比赛中，他场均上场21.9分钟，得到10.8分、6.8个篮板、1.2次助攻、0.8次抢断和0.7次阻攻。他的投篮命中率为47.6%，2分投篮命中率为53.6%，三分投篮命中率为25.9%，罚球命中率为60.0%。

### 班德爾馬 （2019–2020）
申京在2019-2020赛季加盟土耳其超级联赛（BSL）的俱乐部班德爾馬。在土耳其甲级联赛出战的全部22场比赛中，他场均出战13.5分钟，可以得到5.0分、3.9个篮板、0.6次助攻、0.5次抢断和0.4次盖帽。他的投篮命中率为51.1%，2分投篮命中率为57.5%，3分投篮命中率为0.00%，罚球命中率为58.6%。
这一年他还参加了欧洲的两项二级赛事之一，即籃球冠軍聯賽。在此联赛的2019-2020赛季，他在15场比赛中场均上场14.9分钟，可以得到6.6分、3.3个篮板、0.6次助攻、0.3次抢断和0.7次盖帽。他的投篮命中率为48.0%，两分球命中率为53.6%，三分球命中率为31.6%，罚球命中率为63.6%。

### 贝西克塔什 （2020–2021）
2020年8月，申京与土耳其俱乐部贝西克塔什签订了一份为期三年的合同。他在贝西克塔什的常规赛季表现非常出色，在土耳其篮球超级联赛（BSL）的29场比赛中，他场均上场28.3分钟，得到19.2分、9.4个篮板、2.5次助攻、1.3次抢断和 1.7次盖帽。2021年5月12日，他被评为联盟常规赛MVP。同一天，他宣布参加2021年NBA选秀。
总体而言，在土耳其篮球超级联赛（BSL）的2020-21赛季的常规赛季和季后赛中，他在场均上场28.1分钟的34场比赛中场均可以得到18.6分、8.9个篮板、2.7次助攻、1.3次抢断和 1.5次盖帽。他的投篮命中率为62.6%，两分球命中率为66.7%，三分球命中率为21.2%，罚球命中率为81.2%。 他还与贝西克塔斯队一起参加了欧洲第四级别的FIBA歐洲盃。在欧洲杯2020-21赛季，他场均上场29.7分钟，三场比赛场均得到23.0分、7.3个篮板、2.7次助攻、1.7次抢断和2次盖帽。他的投篮命中率为71.0%，2分投篮命中率为75.9%，3分投篮命中率为0.00%，罚球命中率为69.4%。

### 休斯顿火箭（2021–至今）
申京在2021年NBA選秀中在第16顺位被俄克拉何马城雷霆选中，并被交易到休斯敦火箭，换来两个未来首轮选秀权。 2021年8月7日，他与火箭队签约。 8月8日，他在以84-76战胜克里夫兰骑士的比赛中首次在夏季联赛中亮相，他在上场的27分钟内得到了15分、15个篮板、4次盖帽、3次助攻和1次抢断。 他在10月5日以125-119战胜华盛顿奇才的季前赛比赛中以5分、8个篮板、3次助攻和1次盖帽和1次抢断的成绩完成了季前赛处子秀。10月20日，申京在NBA常规赛以124-106输给明尼苏达森林狼的比赛中完成了NBA处子秀，并得到11分、6个篮板、2次助攻和3次抢断。2022年3月9日，申京在加时赛以139-130战胜洛杉矶湖人队的比赛中得到21分和14个篮板。2022年3月26 日，申京拿下NBA职业生涯最高的27分和7个篮板，并帮助球队以115-98击败波特兰开拓者。

## 国家队生涯

### 青年国家队
申京在塞尔维亚诺维萨德举行的2018年FIBA16岁及以下（U16）欧洲锦标赛上与土耳其16岁及以下（U16）青少年国家队比赛，并在比赛中获得铜牌。申京还入选了比赛的最佳阵容。在锦标赛期间的七场比赛中，他场均上场24.9分钟，可以得到14.4分、9.4个篮板、2.0次助攻、1.6次抢断和1.4次盖帽。他的投篮命中率为56.9%，两分球命中率为61.9%，三分球命中率为22.2%，罚球命中率为48.6%。
他还是土耳其17岁及以下（U17）青少年国家队的一员，参加了在阿根廷举行的2018年U17青年世界盃籃球賽。土耳其以第五名的成绩完赛。在世界杯的七场比赛中，他场均上场28.6分钟，得到15.9分、12.3个篮板、2.0次助攻、0.7次抢断和0.9次盖帽。他的投篮命中率为58.3%，两分球命中率为64.1%，三分球命中率为12.5%，罚球命中率为56.5%。
申京还与土耳其18岁及以下（U18）青年国家队一起参加了2019年FIBA18岁及以下（U18）欧洲锦标赛，并获得了该赛事的银牌。他还入选了该赛事的最佳阵容，是唯一一位获得此荣誉的土耳其球员。 在锦标赛的七场比赛中，他场均上场23.0分钟，得到11.9分、9.0个篮板、2.0次助攻、1.6次抢断和1.7次盖帽。他的投篮命中率为54.5%，两分球命中率为59.2%，三分球命中率为16.7%，罚球命中率为59.5%。

### 国家队
2020年11月，申京加入了土耳其国家队，并参加了2022年欧洲篮球预选赛。在预选赛的四场比赛中，他场均上场23.1分钟，得到12.0分、7.3个篮板、1.0次助攻、1.3次抢断和1.0次盖帽。他的投篮命中率为53.3%，两分球命中率为51.9%，三分球命中率为66.7%，罚球命中率为50.0%。

## 球员简介
申京身高6英尺10英寸（2.08米），体重243磅（110公斤），臂展7英尺（213厘米），打大前锋和中锋的位置。NBA评论员和球探认为他是在土耳其联赛“统治”赛季后成为了2021年NBA選秀中“技术”和“效率”最高的大个子之一。不仅有硬朗的身体和坚实的基本功，他还以灵活高效的低位投篮而著称，他拥有跳步、背篮转身和后仰跳投等技巧申京还配备令人印象深刻的精英级别传球能力，并辅以球探认为的良好的球场感觉——即他能够拉开球场空间、设置掩护、切入篮筐和很好的执行进攻战术中进行比赛。作为一名防守者，他在与其他大个子的单打比赛中防守最有效，尽管他的防守总体上受到了质疑。
他的技术已经可以与尼古拉·約基奇、多曼塔斯·薩博尼斯和尼古拉·武切维奇等其他欧洲大个子以及凯文·乐福、鮑比·波提斯和汤姆·古格里奥塔等其他球员进行了比较。
他在执行罚球时习惯与篮球说话的特点也引起了NBA评论员们的注意。
尽管申京在篮下拥有广泛的技能，但球探们注意到他的运动能力是一个弱点，他很少在篮下扣篮。他沉重的脚和移动的缓慢可能是一个缺点，因为他身高不足和垂直弹跳弱限制了他在篮下的防守和防守挡拆的能力。

## 职业统计

### NBA

#### 常规赛
| 賽季    | 球隊 | GP  | GS | MPG  | FG%  | 3P%  | FT%  | RPG | APG | SPG | BPG | PPG  |
| ------- | ---- | --- | -- | ---- | ---- | ---- | ---- | --- | --- | --- | --- | ---- |
| 2021–22 | HOU  | 72  | 13 | 20.7 | .474 | .248 | .711 | 5.5 | 2.6 | .8  | .9  | 9.6  |
| 2022–23 | HOU  | 75  | 72 | 28.9 | .553 | .333 | .715 | 9.0 | 3.9 | .9  | .9  | 14.8 |
| 生涯    | 生涯 | 147 | 85 | 24.9 | .522 | .276 | .713 | 7.3 | 3.2 | .9  | .9  | 12.3 |